# Pieter Verhees
Pieter Verhees (* 8. Dezember 1989 in Lommel) ist ein ehemaliger belgischer Volleyballspieler und jetziger Trainer.

## Karriere
Verhees begann seine Karriere beim VC Pelt. In der Saison 2006/07 spielte er mit der zweiten Mannschaft von Noliko Maaseik in der zweiten Liga. Danach wurde er beim Vlaamse Beloftenteam weiter ausgebildet. Von 2008 bis 2011 spielte er bei Euphony Asse Lennik und studierte währenddessen Bewegungswissenschaften. In der Saison 2011/12 gewann der Mittelblocker mit Noliko Maaseik das nationale Double aus Pokal und Meisterschaft.
Anschließend wechselte er zum italienischen Erstligisten Andreoli Latina. Mit dem Verein erreichte er im CEV-Pokal 2012/13 das Endspiel, das gegen Halkbank Ankara verloren ging. In der folgenden Saison gab es eine weitere Niederlage in einem europäischen Finale, diesmal im Challenge Cup gegen Fenerbahçe Istanbul. In der Saison gewann Verhees mit Pallavolo Modena den italienischen Pokal und wurde Vizemeister. Von 2015 bis 2017 spielte er bei Gi Group Monza. Bei der Europameisterschaft 2017 erreichte er mit der belgischen Nationalmannschaft den vierten Platz. Danach war er jeweils eine Saison bei Tonno Callipo Vibo Valentia und Consar Ravenna aktiv. Dazwischen kam er mit Belgien bei der Weltmeisterschaft 2018 auf den siebten Rang. In der Saison 2019/20 spielte er in der polnischen Liga bei Aluron CMC Zawiercie. Mit dem Verein erreichte er das Achtelfinale im Challenge Cup. Dabei war er durch eine Operation am Knie eingeschränkt. 2020/21 trat er mit Maaseik nochmal in der Champions League an. Nach der Saison beendete er seine Karriere als Spieler.
Danach absolvierte Verhees eine Trainerausbildung. In der Saison 2024/25 arbeitet er als Co-Trainer von Christophe Achten beim deutschen Bundesligisten SWD Powervolleys Düren.

## Privates
Verhees ist mit der bosnischen Volleyballspielerin Edina Begić liiert.